# La Califfa
La Califfa ist ein italienisch-französischer Spielfilm aus dem Jahre 1970 mit Romy Schneider und Ugo Tognazzi in den Hauptrollen. Drehbuchautor und Regisseur Alberto Bevilacqua hatte auch den zugrundeliegenden Roman geschrieben.

## Handlung
Im grauen Industriestandort Norditalien. Sämtliche Betriebe werden bestreikt, vor der größten Fabrik protestieren die Arbeiter und wollen niemanden durchlassen. Lediglich ein massives Polizeiaufgebot kann den Durchgang in die Firma offenhalten. Annibale Doberdò fährt vor, der Fabrikbesitzer und zugleich mächtigste Mann der Stadt. Er spricht zu seinen Arbeitern, versucht sie von der Sinnlosigkeit des Streiks zu überzeugen, doch er erntet nur Schweigen. Im Zorn über diese Nicht-Reaktion weist Doberdò seinen Fahrer an, loszufahren. Die Arbeiter, die das Fahrzeug passiert, fluchen wild und werfen ihrem Boss böse Blicke zu. Eine Arbeiterin spuckt auf die Windschutzscheibe und springt erst im letzten Augenblick zur Seite. Es ist die junge Arbeiterin Irene Corsini, die alle nur „La Califfa“, „die Kalifin“, nennen. Ihr Wort wird von den Arbeitern wahrgenommen, sie ist einflussreich weil unbestechlich, kämpferisch und obendrein auch noch schön. Sie würde am liebsten Doberdò zum Teufel jagen und möchte, dass die bereits im Nachbarwerk entlassenen Arbeiter wieder eingestellt werden. Doch dies ist leichter gefordert als umgesetzt, denn ein Konkurs in diesem Werk scheint unabwendbar. Der Eigentümer dieses Werks ist selbst verzweifelt über diese notwendigen Maßnahmen, die auch sein Lebenswerk zu zerstören drohen, und bittet daher die Regierung und befreundete Arbeitgeberkollegen, ihm bei der Rettung zu helfen. Doch er stößt überall auf mangelndes Entgegenkommen und Desinteresse. Als selbst Doberdò sich seinem Hilferuf verweigert, bringt sich der Industrielle um. Die Arbeitnehmer, die das Werksgelände besetzt halten, bahren den Toten im Werkshof als traurige Mahnung und Sinnbild ihrer aussichtslosen Lage auf. Der Schuldige ist bald ausgemacht: die Konkurrenz, und die heißt in diesem Falle Annibale Doberdò.
Doch Doberdòs Präsenz und Macht lässt alle verstummen, als dieser vor Ort erscheint. Nur Califfa macht den Mund auf und klagt ihn an. Annibale Doberdò zeigt sich beeindruckt von dieser Frau, die offensichtlich als Einzige keine Angst vor ihm zu haben scheint und sich nicht einschüchtern lässt. Er will La Califfa näher kennen lernen, besucht sie in ihrer Wohnung und trifft sie dort mit einem Jungen im Bett an. Die Eifersucht kocht in dem verheirateten Mann mittleren Alters hoch, und er wirft den Jungen kurzerhand aus der Wohnung. Califfa lacht nur über Doberdòs Verhalten, scheint sie doch endlich ein probates Mittel gefunden zu haben, Macht über diesen scheinbar allmächtigen und von allen gefürchteten Mann auszuüben. Sie will diese Macht erbarmungslos ausüben und diesen Mann, den sie zu hassen gelernt hat, vernichten. Doch es kommt ganz anders, Califfa verliebt sich in Doberdò. Bald beginnt sie Einfluss auf ihn zu haben und erreicht, dass ihr Liebhaber sich mit den Arbeitern arrangieren will. Doberdò macht den Industriellenkollegen klar, dass sie seinem Beispiel folgen sollten, dies sei doch das Vernünftigste. Doch man hält ihn entweder für übergeschnappt, einen Intriganten, der mit Hilfe der Gewerkschaften die unliebsame Konkurrenz ausschalten will oder einfach nur für einen verkappten Revolutionär. Eine Verschwörung braut sich gegen ihn zusammen, doch Doberdò hat, um bei der nächsten Arbeitgeberversammlung nicht unter die Räder zu geraten, bereits Gegenmaßnahmen getroffen und ein paar Call-Girls engagiert, um das Treffen platzen zu lassen. Dies ist zu viel für seine einstigen Mitstreiter: während sich Califfa und Doberdò noch einmal in ihrem Liebesnest treffen wollen, hat man bereits Killer auf den geläuterten Kapitalisten angesetzt, die ihre Arbeit gewissenhaft erledigen.

## Produktionsnotizen
La Califfa entstand 1970 in den mittelitalienischen Städten Parma, Spoleto und Terni und wurde am 31. Dezember 1970 in Turin uraufgeführt. Die Deutschland-Premiere fand am 9. November 1971 statt.
Bruno Nicolai hatte die musikalische Leitung. Romy Schneider absolvierte in diesem Film einige Nacktszenen.

## Auszeichnungen
Der Film wurde 1971 in Cannes für die Goldene Palme nominiert und gewann im selben Jahr den Filmpreis David di Donatello. Regisseur Bevilacqua und die Schauspielerin Marina Berti erhielten jeweils das Silberne Band.

## Synchronisation
| Rolle              | Darsteller     | Synchronsprecher   |
| ------------------ | -------------- | ------------------ |
| Califfa            | Romy Schneider | sie selbst         |
| Annibale Doberdò   | Ugo Tognazzi   | Martin Hirthe      |
| Clementine Doberdò | Marina Berti   | Anneliese Priefert |
| Fallito            | Massimo Serato | Gerd Martienzen    |

Die Synchronisation entstand 1971 unter der Synchronregie von Hans Joachim Szelinski für den deutschen Kinoeinsatz durch den MGM-Verleih, ist aber seitdem  nicht mehr zum Einsatz gekommen. Bei deutschen TV-Ausstrahlungen wurde eine Neusynchronisation aus den 1990er Jahren ohne Romy Schneiders Originalstimme gezeigt.

## Kritiken
„Zur Bettgeschichte entartendes Drama vor dem Hintergrund schwerer sozialer Unruhen in Norditalien. (…) Mit handwerklichem Geschick gefertigte, ansehnlich besetzte Kolportage, der es jedoch an visuellen Einfällen mangelt.“

„Untermalt von der großartigen Filmmusik Ennio Morricones zeigt Bevilacqua eine leidenschaftliche Affäre, die den beiden Liebenden zum Verhängnis wird. Inszenatorisch recht eigenwillig und nicht immer schlüssig, überzeugen die recht freizügig spielende Romy Schneider und Ugo Tognazzi in den Hauptrollen.“